# Rubus saxatilis
Rubus saxatilis, la zarza de las rocas o zarza de piedra es una especie de plantas del género Rubus.

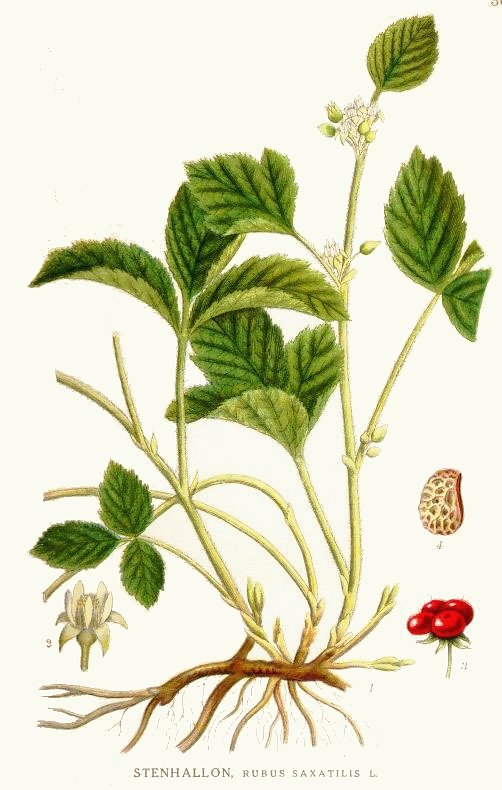
Ilustración

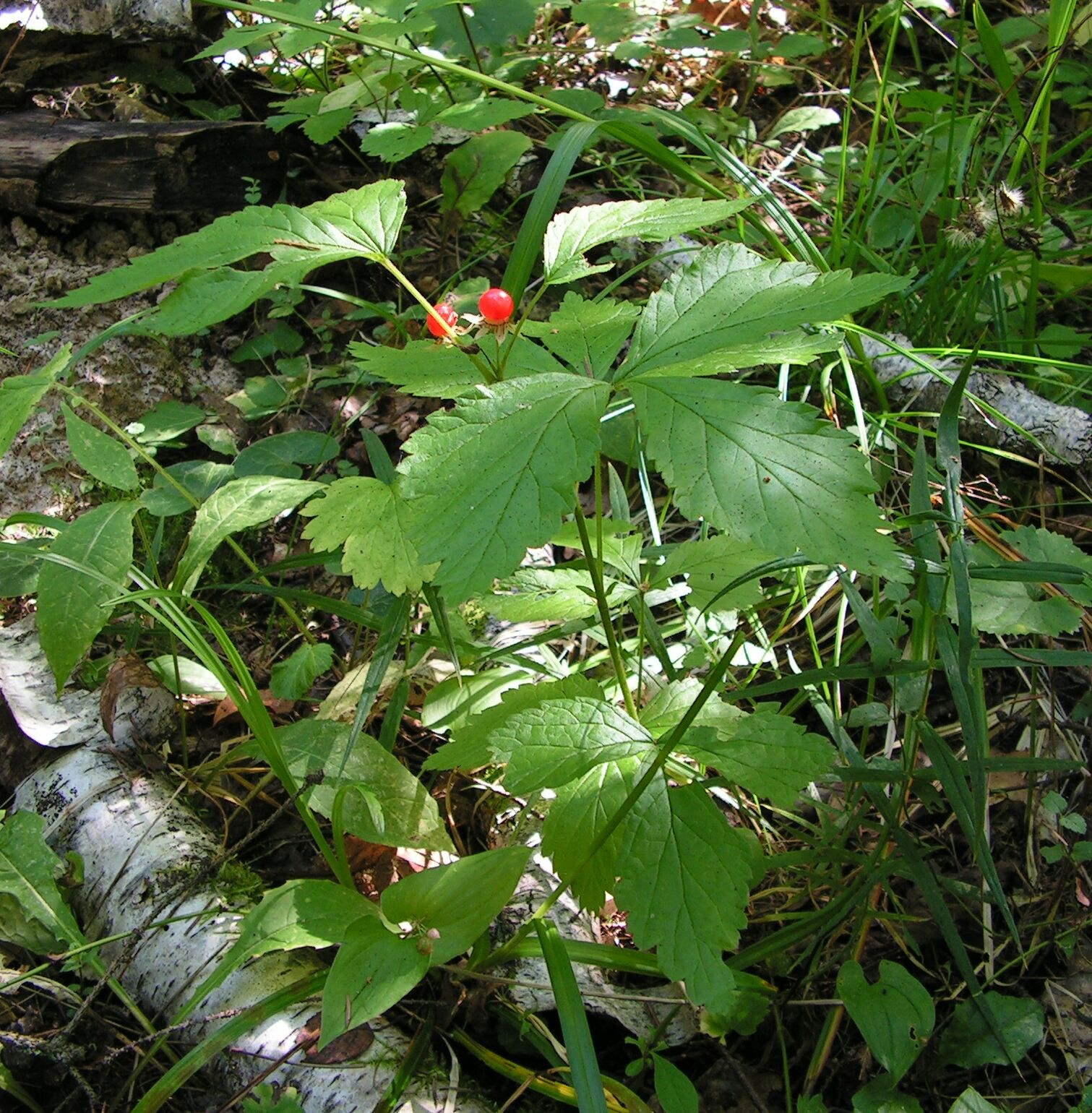
Vista de la planta

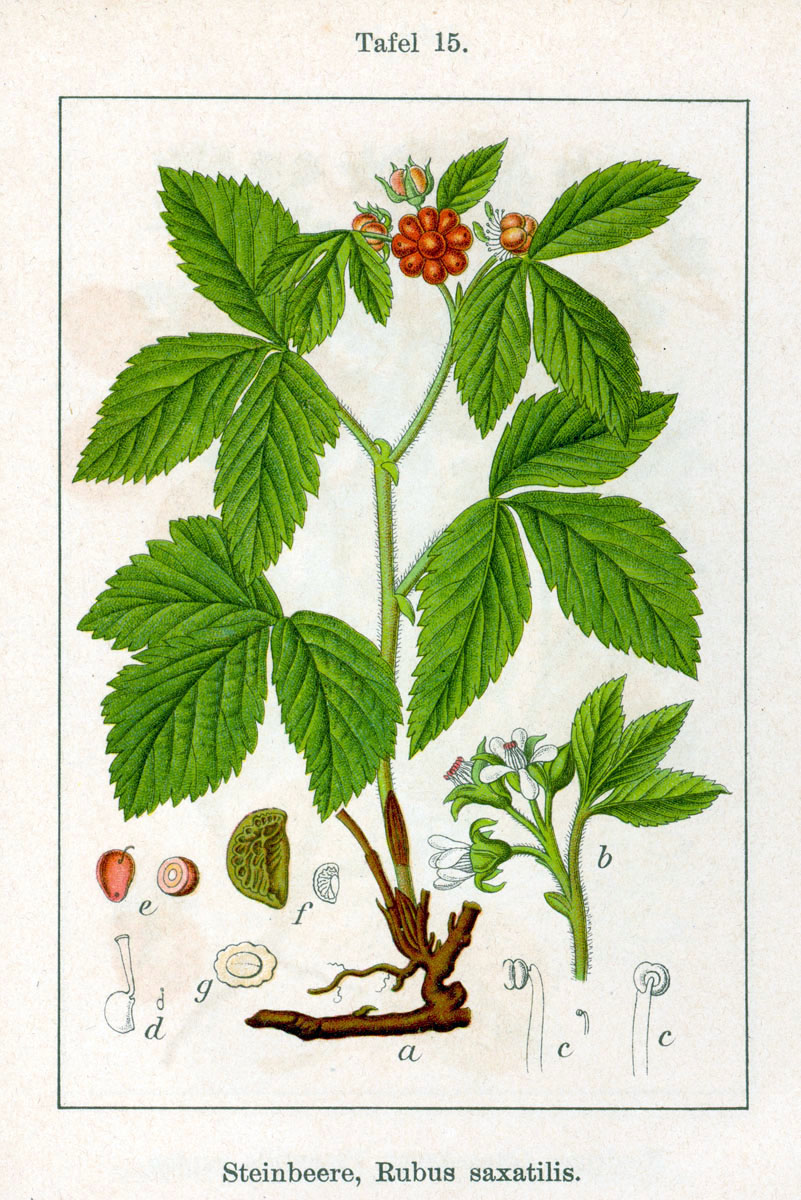
Ilustración

## Distribución y hábitat
Se encuentra en Europa (al sur de Islandia y al este de los Pirineos) y Asia templada a Japón. La tallos verdes son de 20-60 cm de altura y cubierto de espinas como agujas diminutas, y las hojas son generalmente compuesta con tres foliolos. La fruta es roja y esférica de 1-1,5 mm de diámetro.

## Descripción
Rubus saxatilis es una planta perenne con tallos bienales que mueren después de la fructificación, en su segundo año. Emite largos corredores desde la raíz en la punta para formar nuevas plantas. Los tallos contienen muchas pequeñas espinas. Las hojas son alternas y las láminas de las hojas son de forma palmada. Cada una consta de tres folíolos ovales con márgenes dentados, el foliolo terminal tiene un tallo corto y las otras dos son ligeramente más pequeñas. La inflorescencia es una pocas flores en forma de corimbo. El cáliz de cada flor tiene cinco sépalos y la corola se compone de cinco pétalos blancos estrechos. Tiene muchos estambres y hay varios pistilos. El fruto es un agregado de varias drupas carnosas.

## Hábitat
Rubus saxatilis puede formar grupos densos, difundiéndose a través de sus corredores. También se puede propagar por semilla por su fruto que es comestible y son comidos por aves que depositan las semillas en sus excrementos en otros lugares. Florece en bosques húmedos y lugares ásperos y puede crecer vigorosamente en los claros creados por la tala de árboles.

## Usos
Usos comestibles
Las bayas son comestibles crudas o cocidas, y tienen un sabor ácido, pero son agradables al paladar. En la cocina rusa , se comen con azúcar, miel o leche, y se pueden utilizar en la preparación de kissel, kompot, jugo, jarabe, mermeladas y jaleas, y kvas.
Usos medicinales
Muchas partes de la planta son astringentes, debido en gran parte a la presencia de taninos. Una decocción de la raíz se utilizaba en la India para el tratamiento de los intestinos y la disentería , y también en el tratamiento de la fase espasmódica de la tos ferina. Una decocción de las hojas se utiliza para tratar la disentería y algunos tipos de sangrado.
Otros usos
Un colorante morado a azul opaco se puede obtener de la fruta.

## Taxonomía
Rubus saxatilis fue descrita por Carlos Linneo y publicado en Species Plantarum 1: 494. 1753.
Etimología
Ver: Rubus
saxatilis: epíteto latíno que significa "que crece entre las rocas"
Variedades
- Rubus saxatilis var. americanus Michx. ex Pers.

Sinonimia
- Cylactis saxatilis (L.) Á.L”ve
- Rubus ruber Gilib.
- Selnorition saxatilis (L.) Raf. ex B.D.Jacks.	[8]